# Pseudodistoma delicatum
Pseudodistoma delicatum is een zakpijpensoort uit de familie van de Pseudodistomidae. De wetenschappelijke naam van de soort werd in 2001 voor het eerst geldig gepubliceerd door Claude en Françoise Monniot, Griffiths en Schleyer.